# 오미야 공원

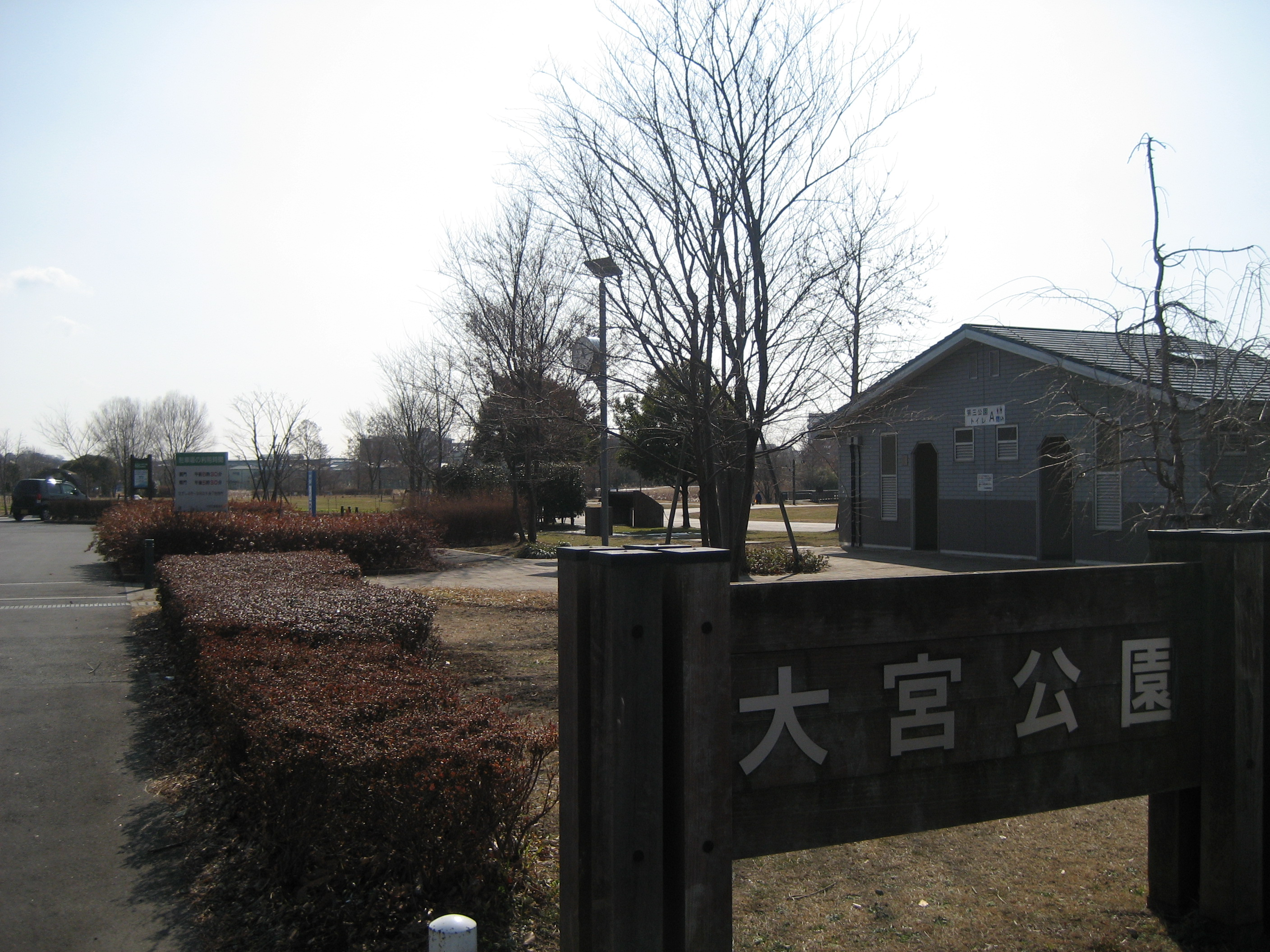
오미야 공원

오미야 공원(일본어: 大宮公園 오미야코엔[*])은 일본 사이타마현 사이타마시 오미야구와 미누마구에 걸쳐 있는 종합 공원이다. 1990년에 일본 벚꽃 명소 100선에 선정되었다.

## 시설
- 사이타마 현영 오미야 공원 야구장
- 사이타마 시 오미야 공원 축구장
- 오미야 경륜장 (겸 육상 경기장)
- 오미야 공원 아동 스포츠 랜드
- 사이타마 현영 오미야 수영 센터
- 사이타마 현영 오미야 체육관
- 오미야 공원 소동물원
- 사이타마 현영 오미야 공원 궁도장
- 사이타마 현립 역사 민속 박물관